# Leptocarydion vulpiastrum
Leptocarydion vulpiastrum är en gräsart som först beskrevs av De Not., och fick sitt nu gällande namn av Otto Stapf. Leptocarydion vulpiastrum ingår i släktet Leptocarydion och familjen gräs. Inga underarter finns listade i Catalogue of Life.